# Мисс мира 2017
Мисс мира 2017 (англ. Miss World 2017) — 67-й ежегодный международный конкурс красоты. Проводился 18 ноября, 2017 года в городе Санья, Китай. Победительницей стала представительница Индии — Мануши Чхиллар.

## Результат

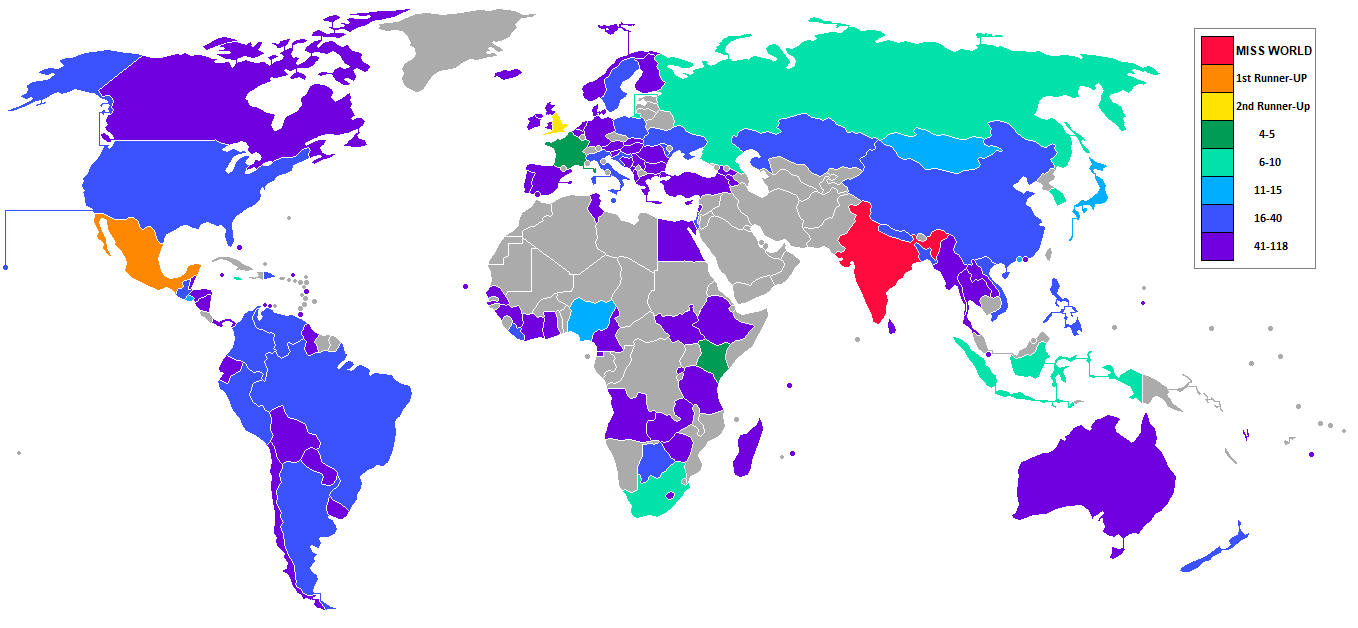
Страны-участницы «Мисс мира 2017»

### Итоговые места
| Итоговый результат | Участница |
| ------------------ | --- |
| Мисс мира 2017     | - Индия — Мануши Чхиллар |
| 1-я Вице Мисс      | - Мексика — Андреа Меса |
| 2-я Вице Мисс      | - Англия — Стефани Хилл |
| Топ-5              | - Франция — Орор Кишенен - Кения — Маглин Джеруто |
| Топ-10             | - Индонезия — Холдинг Холте Нильсен - Ямайка — Соланж Синклер - Россия — Полина Попова - ЮАР — Аде ван Херден - Республика Корея — Ha-eun Kim |
| Топ-15             | - Сальвадор — Фатима Куэльяр - Япония — Харука Ямасита - Макао — Хлоя Лан Ван-Линг - Монголия — Энхджин Цэвендаш - Нигерия — Угоши Иезу |
| Топ-40             | - Аргентина — Аврил Марко - Бангладеш — Джессия Ислам - Ботсвана — Николь Гелебале - Бразилия — Габриэль Вилела - Китай — Гуан Сию - Колумбия — Мария Даса - Хорватия — Теа Млинарич - Доминиканская Республика — Алеча Месес - Гватемала — Вирхиния Аргета - Италия — Конни Нотарстефано - Казахстан — Гульбану Азимхан - Ливан — Перла Хилу - Либерия — Вуки Доло - Мальта — Мишела Галеа - Молдова — Ана Баданеу - Непал — Никита Чандак - Новая Зеландия — Энни Эванс - Перу — Памела Санчес - Филиппины — Лаура Леман - Польша — Магдалена Бьенковская - Швеция — Ханна Гааг - Украина — Полина Ткач - США — Кларисса Бауэрс - Венесуэла — Ана Каролина Угарте - Вьетнам — До Ми Лин |

§ People’s Choice winner

## Предыстория
Данный конкурс, по словам организаторов, будет проводиться в новом формате, акцентируя внимание на социальных сетях и интерактивности. Данный формат называется Head-to-Head Challenge, в котором будет выбрано 20 из 40 лучших участников.

## События

### Спорт
Мисс Доминиканская Республика выиграла спортивный вызов и стала первой четвертьфиналистом Мисс мира 2017.
| Итоговый результат | Участница |
| ------------------ | --- |
| Победительница     | - Доминиканская Республика — Aletxa Mueses |
| 1-я Вице Мисс      | - Острова Кука — Alanna Smith |
| 2-я Вице Мисс      | - Виргинские Острова (Великобритания) — Helina Hewlett |
| Синяя команда      | - Мексика — Andrea Meza - Новая Зеландия — Annie Evans - Северная Ирландия — Anna Henry - Польша — Magdalena Bieńkowska - Шотландия — Romy McCahill - Испания — Elisa Tulian - Венесуэла — Ana Carolina Ugarte              |
| Красная команда    | - Аргентина — Avril Marco - Багамские Острова — Geena Thompson - Гвинея — Asmaou Diallo - Италия — Conny Notarstefano - Ямайка — Solange Sinclair - ЮАР — Adè van Heerden                                                   |
| Жёлтая команда     | - Аруба — Anouk Eman - Босния и Герцеговина — Aida Karamehmedović - Кения — Magline Jeruto - Монголия — Enkhjin Tseveendash - Нидерланды — Philisantha van Deuren - Румыния — Mihaela Bosca - Сингапур — Laanya Ezra Asogan |

### Топ-Модель
Мисс Нигерия выиграла конкурс Топ-Модель и стала вторым четвертьфиналистом Мисс мира 2017.
| Итоговый результат | Участница |
| ------------------ | --- |
| Победительница     | - Нигерия — Ugochi Ihezue |
| 1-я Вице Мисс      | - Таиланд — Patlada Kulphakthanapat |
| 2-я Вице Мисс      | - Хорватия — Tea Mlinarić |
| 3-я Вице Мисс      | - Китай — Guan Siyu |
| Топ 30             | - Босния и Герцеговина — Aida Karamehmedović - Бразилия — Gabrielle Vilela - Колумбия — Maria Daza - Кот-д’Ивуар — Mandjalia Gbané - Доминиканская Республика — Aletxa Mueses - Сальвадор — Fatima Cuellar - Франция — Aurore Kichenin - Гваделупа — Audrey Berville - Гвинея — Asmaou Diallo - Гондурас — Celia Monterrosa - Индия — Мануши Чхиллар - Индонезия — Achintya Holte Nilsen - Израиль — Rotem Rabi - Кения — Magline Jeruto - Республика Корея — Ha-eun Kim - Мексика — Andrea Meza - Монголия — Enkhjin Tseveendash - Черногория — Tea Babić - Непал — Nikita Chandak - Панама — Julianne Brittón - Польша — Magdalena Bieńkowska - Россия — Полина Попова - Словения — Maja Zupan - Испания — Elisa Tulian - Украина — Полина Ткач - Венесуэла — Ana Carolina Ugarte |

### Талант
Мисс Мальта стала победительницей конкурса талантов и стала третьей четвертьфиналистом Мисс мира 2017.
| Итоговый результат | Участница |
| ------------------ | --- |
| Победительница     | - Мальта — Michela Galea |
| 1-я Вице Мисс      | - Фиджи — Nanise Rainima |
| 2-я Вице Мисс      | - Италия — Conny Notarstefano |
| 3-я Вице Мисс      | - Англия — Stephanie Hill |
| 4-я Вице Мисс      | - Мексика — Andrea Meza |
| Топ 20             | - Камерун — Akomo Minkata - Кипр — Helena Tselepi - Дания — Amanda Petri - Гуам — Destiny Cruz - Венгрия — Virág Koroknyai - Индонезия — Achintya Holte Nilsen - Япония — Haruka Yamashita - Нидерланды — Philisantha van Deuren - Северная Ирландия — Anna Henry - Парагвай — Paola Oberladstatter - Шотландия — Romy McCahill - Испания — Elisa Tulian - Турция — Aslı Sümen - Тринидад и Тобаго — Chandini Chanka - Украина — Полина Ткач |

### Мультимедия
| Итоговый результат | Участница |
| ------------------ | --- |
| Победительница     | - Монголия — Enkhjin Tseveendash |
| Топ 9              | - Индия — Мануши Чхиллар - Индонезия — Achintya Holte Nilsen - Англия — Stephanie Hill - Мексика — Andrea Meza - Непал — Nikita Chandak - Таиланд — Patlada Kulphakthanapat - Венесуэла — Ana Carolina Ugarte - Вьетнам — Đỗ Mỹ Linh |

### People’s Choice Award
| Итоговый результат | Участница |
| ------------------ | --- |
| Победительница     | - Монголия — Enkhjin Tseveendash |
| Топ 10             | - Бангладеш — Jessia Islam - Индия — Мануши Чхиллар - Ливан — Perla Helou - Непал — Nikita Chandak - Филиппины — Laura Lehmann - Россия — Полина Попова - Таиланд — Patlada Kulphakthanapat - Венесуэла — Ana Carolina Ugarte - Вьетнам — Đỗ Mỹ Linh |

### Beauty With A Purpose
| Итоговый результат | Участница |
| ------------------ | --- |
| Победительница     | - Индия — Мануши Чхиллар - Филиппины — Laura Lehmann - Вьетнам — Đỗ Mỹ Linh - Индонезия — Achintya Holte Nilsen - ЮАР — Adè van Heerden |
| Топ 20             | - Австралия — Esma Voloder - Бразилия — Gabrielle Vilela - Виргинские Острова (Великобритания) — Helina Hewlett - Острова Кука — Alanna Smith - Англия — Stephanie Hill - Фиджи — Nanise Rainima - Франция — Aurore Kichenin - Монголия — Enkhjin Tseveendash - Непал — Nikita Chandak - Новая Зеландия — Annie Evans - Россия — Полина Попова - Словакия — Hanka Závodná - Танзания — Julitha Kabete - Таиланд — Patlada Kulphakthanapat - Зимбабве — Chiedza Mhosva |

### Head-to-Head Challenge
- Проход в Топ 40
- Проход в Топ 40 через соревнование, отличное от Head-to-Head Challenge

| Группа | Страна 1                            | Страна 2                 | Страна 3              | Страна 4            | Страна 5   | Страна 6   |
| ------ | ----------------------------------- | ------------------------ | --------------------- | ------------------- | ---------- | ---------- |
| 1      | Ангола                              | Австрия                  | Багамские Острова     | Грузия              | Гваделупа  | Италия     |
| 2      | Албания                             | Аргентина                | Боливия               | Кот-д’Ивуар         | Израиль    | Маврикий   |
| 3      | Бельгия                             | Камерун                  | Чили                  | Гвинея              | Мадагаскар | Непал      |
| 4      | Армения                             | Австралия                | Египет                | Франция             | Германия   | Ямайка     |
| 5      | Колумбия                            | Острова Кука             | Кюрасао               | Гибралтар           | Парагвай   | Португалия |
| 6      | Бангладеш                           | Ботсвана                 | Бразилия              | Канада              | Эфиопия    | ЮАР        |
| 7      | Босния и Герцеговина                | Доминиканская Республика | Гуам                  | Гондурас            | Исландия   | Макао      |
| 8      | Кипр                                | Кения                    | Ирландия              | Монголия            | Россия     | Сингапур   |
| 9      | Болгария                            | Эквадор                  | Сальвадор             | Финляндия           | Греция     | Индия      |
| 10     | Аруба                               | Гана                     | Венгрия               | Индонезия           | Лаос       | Нидерланды |
| 11     | Китай                               | Дания                    | Экваториальная Гвинея | Гонконг             | Молдова    | Украина    |
| 12     | Хорватия                            | Англия                   | Фиджи                 | Гватемала           | Румыния    | Сенегал    |
| 13     | Либерия                             | Мальта                   | Новая Зеландия        | Нигерия             | Словакия   | Тунис      |
| 14     | Черногория                          | Польша                   | Руанда                | Сейшельские Острова | Швеция     | Венесуэла  |
| 15     | Гайана                              | Япония                   | Перу                  | Словения            | Танзания   | Уругвай    |
| 16     | Мексика                             | Никарагуа                | Северная Ирландия     | Норвегия            | Шотландия  | Шри-Ланка  |
| 17     | Лесото                              | Мьянма                   | Филиппины             | Сербия              | Таиланд    | Турция     |
| 18     | Белиз                               | Южный Судан              | Испания               | Вьетнам             | Уэльс      | Зимбабве   |
| 19     | Республика Корея                    | Ливан                    | Панама                | Тринидад и Тобаго   | США        | н/д        |
| 20     | Виргинские Острова (Великобритания) | Кабо-Верде               | Острова Кайман        | Казахстан           | Замбия     | н/д        |

## Участницы
Список участниц:
| Страна/Регион                       | Участница                         | Возраст | Родной город/регион                |
| ----------------------------------- | --------------------------------- | ------- | ---------------------------------- |
| Албания                             | Joana Grabolli                    | 20      | Берат                              |
| Ангола                              | Judelsia Bache                    | 22      | Луанда                             |
| Аргентина                           | Avril Marco                       | 20      | Сантьяго-дель-Эстеро               |
| Армения                             | Lili Sargsyan                     | 18      | Ереван                             |
| Аруба                               | Anouk Eman                        | 25      | Ораньестад                         |
| Австралия                           | Esma Voloder                      | 25      | Мельбурн                           |
| Австрия                             | Sarah Chvala                      | 22      | Вена                               |
| Багамские Острова                   | Geena Thompson                    | 24      | Нассау                             |
| Бангладеш                           | Jessia Islam                      | 20      | Дакка                              |
| Бельгия                             | Романи Шотте                      | 19      | Брюгге                             |
| Белиз                               | Renae Martinez                    | 20      | Бельмопан                          |
| Боливия                             | Jasmin Pinto                      | 20      | Buena Vista                        |
| Босния и Герцеговина                | Aida Karamehmedović               | 24      | Требине                            |
| Ботсвана                            | Nicole Gaelebale                  | 24      | Махалапье                          |
| Бразилия                            | Gabrielle Vilela                  | 25      | Ангра-дус-Рейс                     |
| Виргинские Острова (Великобритания) | Helina Hewlett                    | 25      | Тортола                            |
| Болгария                            | Veronika Stefanova                | 25      | София                              |
| Камерун                             | Akomo Minkata                     | 23      | Яунде                              |
| Канада                              | Cynthia Menard                    | 17      | Амбрен                             |
| Кабо-Верде                          | Cristilene Pimienta               | 21      | Сан-Висенти                        |
| Острова Кайман                      | Kristin Amaya                     | 25      | Джорджтаун                         |
| Чили                                | Victoria Stein                    | 22      | Пуэрто-Монт                        |
| Китай                               | Guan Siyu                         | 23      | Сямынь                             |
| Колумбия                            | Maria Daza                        | 21      | Риоача                             |
| Острова Кука                        | Alanna Smith                      | 25      | Аваруа                             |
| Кот-д’Ивуар                         | Mandjalia Gbané                   | 21      | Бондуку                            |
| Хорватия                            | Tea Mlinarić                      | 18      | Сень                               |
| Кюрасао                             | Vanity Girigori                   | 21      | Виллемстад                         |
| Кипр                                | Helena Tselepi                    | 22      | Лимасол                            |
| Дания                               | Amanda Petri                      | 20      | Копенгаген                         |
| Доминиканская Республика            | Aletxa Mueses                     | 22      | Сантьяго-де-лос-Трейнта-Кабальерос |
| Эквадор                             | Romina Zeballos                   | 25      | Гуаякиль                           |
| Египет                              | Farah Shaaban                     | 22      | Каир                               |
| Сальвадор                           | Fatima Cuellar                    | 20      | Сан-Сальвадор                      |
| Англия                              | Stephanie Hill                    | 22      | Лондон                             |
| Экваториальная Гвинея               | Catalina Mangue Ondo              | 18      | Монгомо                            |
| Эфиопия                             | Kisanet Molla                     | 22      | Аддис-Абеба                        |
| Фиджи                               | Nanise Rainima                    | 25      | Сува                               |
| Финляндия                           | Adriana Gerxhalija                | 22      | Турку                              |
| Франция                             | Aurore Kichenin                   | 22      | Jacou                              |
| Грузия                              | Кети Шекелашвили                  | 23      | Карельский муниципалитет           |
| Германия                            | Dalila Jabri                      | 20      | Хамм                               |
| Гана                                | Afua Asieduwaa Akrofi             | 20      | Аккра                              |
| Гибралтар                           | Jodie Garcia                      | 22      | Гибралтар                          |
| Греция                              | Maria Psilou                      | 20      | Эйон                               |
| Гваделупа                           | Audrey Berville                   | 20      | Бас-Тер                            |
| Гуам                                | Destiny Cruz                      | 20      | Хагатна                            |
| Гватемала                           | Virginia Argueta                  | 23      | Jutiapa                            |
| Гвинея                              | Asmaou Diallo                     | 24      | Конакри                            |
| Гайана                              | Vena Mookram                      | 19      | Джорджтаун                         |
| Гондурас                            | Celia Monterrosa                  | 22      | Santa Bárbara                      |
| Гонконг                             | Emily Wong                        | 23      | Гонконг                            |
| Венгрия                             | Virág Koroknyai                   | 20      | Будапешт                           |
| Исландия                            | Ólafía Ósk Finnsdóttir            | 19      | Рейкьявик                          |
| Индия                               | Мануши Чхиллар                    | 20      | Сонипат                            |
| Индонезия                           | Achintya Holte Nilsen             | 18      | Бали                               |
| Ирландия                            | Lauren McDonagh                   | 18      | Донегол                            |
| Израиль                             | Rotem Rabi                        | 21      | Тель-Авив                          |
| Италия                              | Concetta Notarstefano             | 22      | Лучера                             |
| Ямайка                              | Solange Sinclair                  | 24      | Кингстон                           |
| Япония                              | Haruka Yamashita                  | 21      | Токио                              |
| Казахстан                           | Гульбану Азимхан                  | 18      | Кызылорда                          |
| Кения                               | Magline Jeruto                    | 24      | Найроби                            |
| Республика Корея                    | Ha-eun Kim                        | 25      | Сеул                               |
| Лаос                                | Tonkham Phonchanhueang            | 20      | Вьентьян                           |
| Ливан                               | Perla Al Helou                    | 22      | Бейрут                             |
| Лесото                              | Mpoi Ma’hao                       | 19      | Масеру                             |
| Либерия                             | Wokie Dolo                        | 25      | Монровия                           |
| Макао                               | Wan Ling Lan                      | 25      | Макао                              |
| Мадагаскар                          | Felana Tirindraza                 | 22      | Нуси-Бе                            |
| Мальта                              | Michela Galea                     | 25      | Валлетта                           |
| Маврикий                            | Bessika Bucktawor                 | 21      | Триоле                             |
| Мексика                             | Andrea Meza                       | 23      | Чиуауа                             |
| Молдова                             | Ana Badaneu                       | 20      | Кишинёв                            |
| Монголия                            | Enkhjin Tseveendash               | 24      | Улан-Батор                         |
| Черногория                          | Tea Babić                         | 19      | Подгорица                          |
| Мьянма                              | Ei Kyawt Khaing                   | 19      | Нейпьидо                           |
| Непал                               | Nikita Chandak                    | 21      | Urlabari                           |
| Нидерланды                          | Philisantha van Deuren            | 21      | Алмере                             |
| Новая Зеландия                      | Annie Evans                       | 19      | Окленд                             |
| Никарагуа                           | America Monserrath                | 18      | Ривас                              |
| Нигерия                             | Ugochi Ihezue                     | 20      | Бирнин-Кебби                       |
| Северная Ирландия                   | Anna Henry                        | 22      | Белфаст                            |
| Норвегия                            | Celine Herregården                | 19      | Драммен                            |
| Панама                              | Julianne Brittón                  | 22      | Панама                             |
| Парагвай                            | Paola Oberladstatter              | 20      | Сьюдад-дель-Эсте                   |
| Перу                                | Pamela Sánchez                    | 22      | Чачапояс                           |
| Филиппины                           | Laura Lehmann                     | 23      | Макати                             |
| Польша                              | Magdalena Bieńkowska              | 24      | Варшава                            |
| Португалия                          | Filipa Barroso                    | 21      | Сетубал                            |
| Румыния                             | Mihaela Bosca                     | 26      | Бая-Маре                           |
| Россия                              | Полина Попова                     | 22      | Екатеринбург                       |
| Руанда                              | Elsa Iradukunda                   | 19      | Кигали                             |
| Шотландия                           | Romy McCahill                     | 23      | Milngavie                          |
| Сенегал                             | Nar Codou Diouf                   | 20      | Дакар                              |
| Сербия                              | Anđelija Rogić                    | 22      | Ужице                              |
| Сейшельские Острова                 | Hilary Joubert                    | 23      | Виктория                           |
| Сингапур                            | Laanya Ezra Asogan                | 21      | Сингапур                           |
| Словакия                            | Hanka Závodná                     | 21      | Братислава                         |
| Словения                            | Maja Zupan                        | 18      | Britof                             |
| ЮАР                                 | Adè van Heerden                   | 26      | Herolds Bay                        |
| Южный Судан                         | Arual Longar                      | 20      | Джуба                              |
| Испания                             | Elisa Tulian                      | 21      | Мальорка                           |
| Шри-Ланка                           | Dusheni Silva                     | 24      | Коломбо                            |
| Швеция                              | Hanna Haag                        | 20      | Евле                               |
| Танзания                            | Julitha Kabete                    | 21      | Дар-эс-Салам                       |
| Таиланд                             | Patlada Kulphakthanapat           | 25      | Бангкок                            |
| Тринидад и Тобаго                   | Chandini Chanka                   | 23      | Порт-оф-Спейн                      |
| Тунис                               | Emna Abdelhedi                    | 22      | Сфакс                              |
| Турция                              | Asli Sümen                        | 23      | Мерсин                             |
| Украина                             | Полина Ткач                       | 18      | Киев                               |
| США                                 | Кларисса Бауэрс (Clarissa Bowers) | 19      | Umatilla                           |
| Уругвай                             | Melina Carballo                   | 21      | Монтевидео                         |
| Венесуэла                           | Ana Carolina Ugarte               | 25      | Матурин                            |
| Вьетнам                             | Đỗ Mỹ Linh                        | 21      | Ханой                              |
| Уэльс                               | Hannah Williams                   | 23      | Кардифф                            |
| Замбия                              | Mary Chibula                      | 22      | Монгу                              |
| Зимбабве                            | Chiedza Mhosva                    | 22      | Хараре                             |

## Заметки

### Дебютировали
- Армения
- Лаос
- Сенегал

### Вернулись
Последний раз участвовали в 2001 году:
- Бангладеш
- Мадагаскар

Последний раз участвовали в 2010 году:
- Кабо-Верде

Последний раз участвовали в 2011 году:
- Либерия

Последний раз участвовали в 2012 году:
- Макао

Последний раз участвовали в 2013 году:
- Ангола

Последний раз участвовали в 2014 году:
- Греция
- Гонконг

Последний раз участвовали в 2015 году:
- Замбия
- Зимбабве
- Камерун
- Эфиопия
- Норвегия